# Illus
Illus (altgriechisch Ἰλλός, mit vollständigem Namen Flavius Illus; † 488) war ein oströmischer Politiker und Heermeister (magister militum) isaurischer Herkunft, der in der Regierungszeit der Kaiser Zenon und Basiliskos eine wichtige Rolle spielte.
Illus unterstützte zusammen mit seinem Bruder Trocundes im Januar 475 die Revolte des Basiliskos gegen Zenon, wechselte dann aber die Seiten, um Zenon die Rückkehr aus dem Exil zu ermöglichen (August 476). Er blieb Zenon gegenüber zunächst loyal (Konsulat 478; Niederschlagung des Usurpators Marcianus 479), stand aber zeitweise in Gegensatz zur Kaiserwitwe Verina. Unter Zenon war er zeitweise magister officiorum (was ihn auch zum Mitglied des consistorium, des kaiserlichen Staatsrats, machte), später auch magister militum Orientis. Infolge einer Auseinandersetzung um Zenons jüngeren Bruder Flavius Longinus wurde Illus 483 zum Staatsfeind erklärt, was er mit offener Rebellion und der Ausrufung des Leontius zum Gegenkaiser (484) beantwortete. Der Aufstand wurde 488 nach vierjährigem Bürgerkrieg niedergeschlagen, wobei Illus den Tod fand.
Das Ruinengelände von Akkale in Kilikien bei Elaiussa Sebaste wird nach einer dortigen Inschrift als Palast und Domäne des Illus angesehen.